# Kizhoor
Kizhoor est un village situé dans la commune de Villianur Panchayat, Puducherry. Il est situé à environ 22 kilomètres de Puducherry. Kizhoor relève de la Constitution de Mangalam du territoire de l’Union de Puducherry.

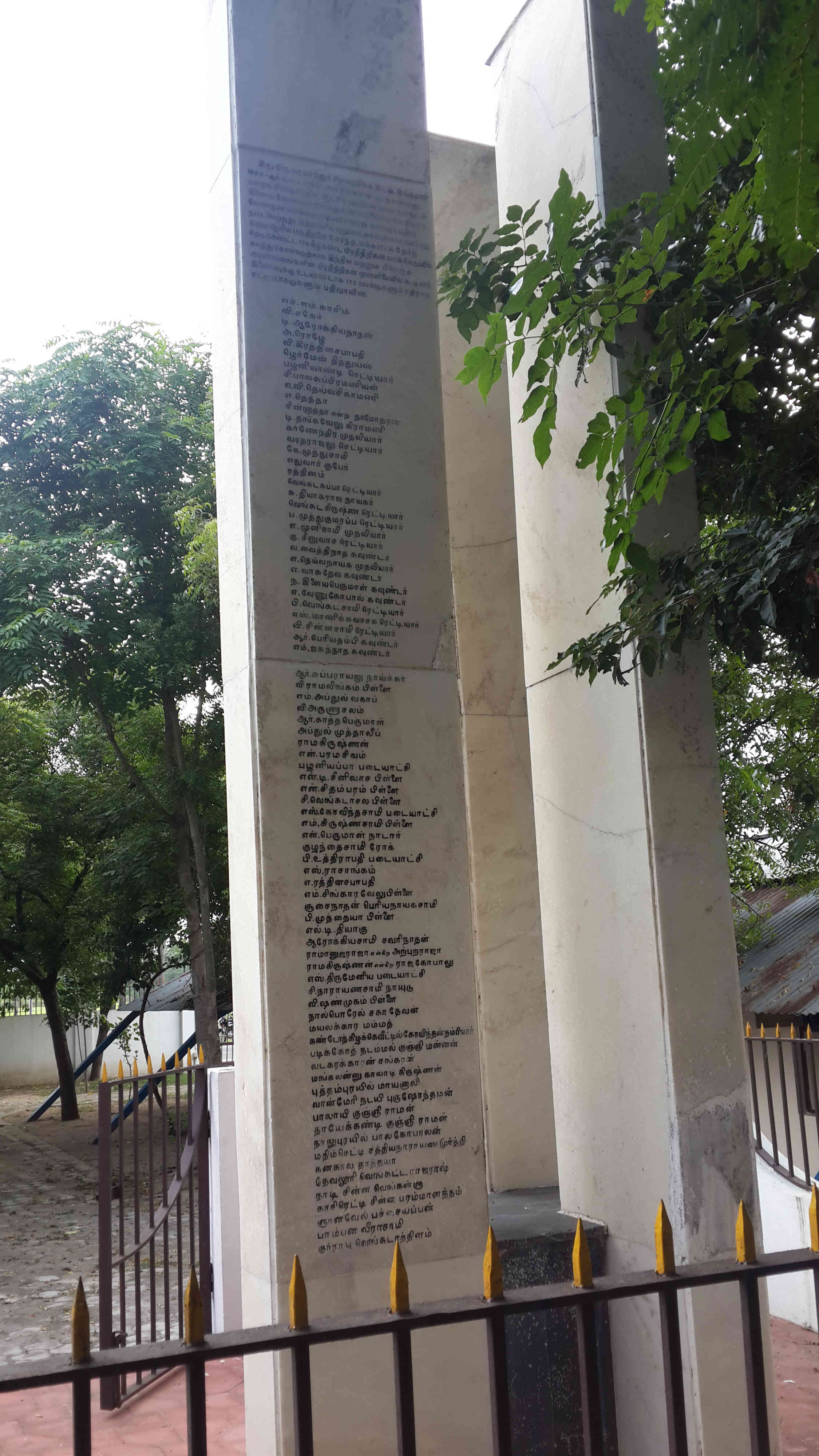
Monument à la déclaration du référendum, à Kizhoor.

## Histoire
Kizhoor occupe une place importante dans le Mouvement pour l’independance de l’Inde. Le gouvernement français avait mené un référendum à Kizhoor soit pour continuer en tant qu’État colonial français, soit pour s’unir à la nation indienne. Le gouvernement français a concédé la fusion de Puducherry et d’autres établissements français à travers le référendum organisé à Kizhoor.
Pondichéry a joué un double rôle dans l’histoire du mouvement pour la liberté. Il a lutté pour sa propre liberté et a également apporté un soutien extraordinaire à la lutte d’indépendance de l’Inde contre les Britanniques. Le gouvernement post-indépendance a entamé des discussions pour intégrer les territoires franco-indiens au pays. Le Congrès National des Jeunes a commencé une Satyagraha. Les processions pro-fusion étaient organisées par des combattants de la liberté souvent accusés de lathi, leurs drapeaux saisis et déchirés par la police franco-indienne. Le 18 octobre 1954, un événement mémorable ‘Le Congrès de Kizhoor’ s’est produit dans le mouvement de liberté de Pondichéry, tous les membres élus de l’Assemblée représentative et des Conseils municipaux se sont réunis pour examiner les propositions conjointes des gouvernements français et indien en vue d’un règlement définitif par le biais d’un référendum.Monsieur Balasubramanian, Président de l’Assemblée Réprésentative, a présidé le congrès qui a voté au scrutin secret. Une majorité écrasante de 170 membres sur 178 ont favorisé la fusion des territoires indiens français avec l’Inde.
Le 1er novembre 1954, les Etablissements français de Pondichéry, Karikal, Mahé et Yanaon étaient transférés à l'Union indienne. M. K. Nehru, secrétaire général des Affaires étrangères, a hissé le drapeau indien. Kewal Singh, premier haut-commissaire du nouvel État et Pierre Landy, représentant diplomatique spécial du gouvernement de la République française, ont échangé des signatures lors de la cérémonie de transfert de pouvoir du gouverneur. Le 16 août 1962, le gouvernement français a concédé la fusion de Puducherry et d’autres établissements français par le transfert De Facto. C’était une suite directe au verdict enregistré lors d’un référendum pour la fusion de Puducherry avec l’Union Indienne.

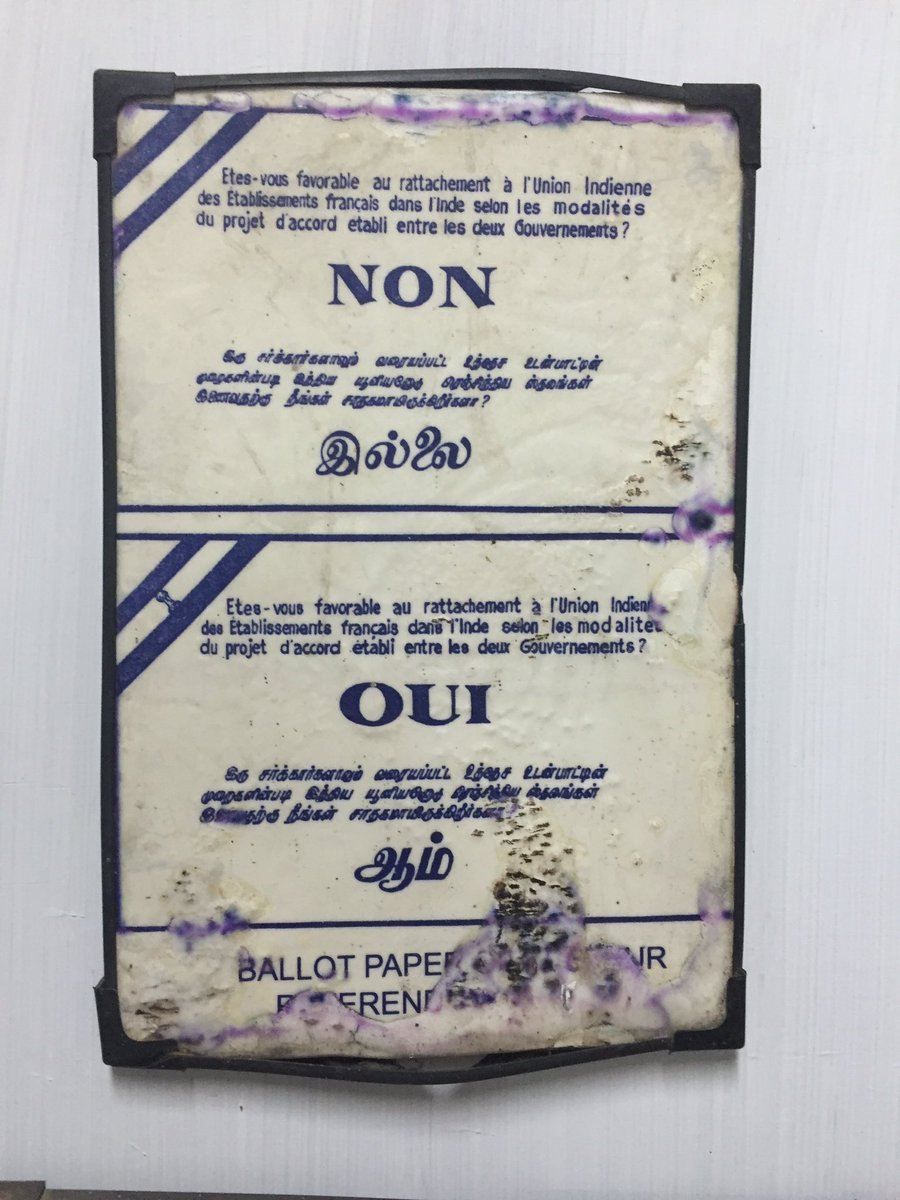
Kizhoor.

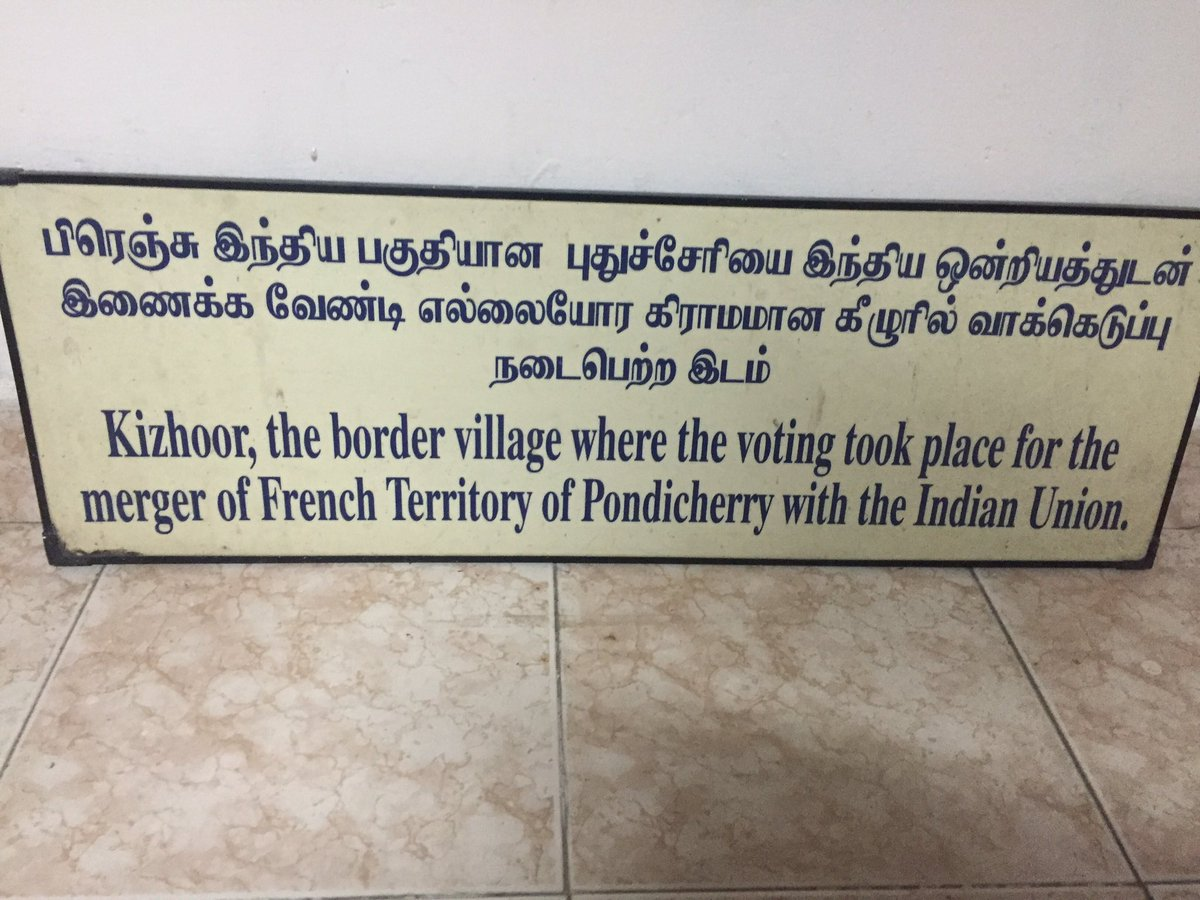
Kizhoor.